# Schnelle Brigade 20 (Wehrmacht)
Die Schnelle Brigade 20, auch Radfahr-Brigade 20 und Brigadestab z.b.V. 20, war eine deutsche Brigade der schnellen Truppe im Zweiten Weltkrieg.

## Brigadegeschichte
Am 22. Februar 1943 wurde im Wehrkreis X für die Niederlande mit dem Reserve-Radfahr-Regiment 20 ein Stab für die in die Niederlande verlegten Reserve-Radfahr-Abteilungen gebildet. Es waren insgesamt sieben Reserve-Radfahr-Abteilungen (3, 4, 6, 9, 10, 11 und 12) hierher verlegt worden, welche ab 3. März 1943 in schnelle Abteilungen umbenannt wurden. Ab 12. März 1943 führten die Abteilungen eine Nummerierung, welche den Wehrkreis berücksichtigte.
Ab Mai 1943 war das Reserve-Radfahr-Regiment 20 die schnelle Brigade 20. Im Mai 1944 war die Brigade in Loenen und war in der schematischen Kriegsgliederung am 6. Juni 1944 als Reserve bei der 15. Armee.
Im Herbst 1944 entstand aus der schnellen Brigade 20 durch die Eingliederung der Abteilungen in die 245. und 246. Volks-Grenadier-Division der Brigadestab z.b.V. 20.

## Gliederung
1943
- schnelle Abteilung 503 (Haagebeen)
- schnelle Abteilung 504 (Heerenveen)
- schnelle Abteilung 506 (Zwolle)
- schnelle Abteilung 509 (Almelo)
- schnelle Abteilung 510 (Zutphen)
- schnelle Abteilung 511 (Tiel)
- schnelle Abteilung 512 (Breda)

1944
- schnelle Abteilung 503 (Heiloo)
- schnelle Abteilung 504 (Castricum)
- schnelle Abteilung 506 (Alkmaar)
- schnelle Abteilung 509 (Rhoon)
- schnelle Abteilung 510 (Rotterdam)
- schnelle Abteilung 511 (Schiedam)
- schnelle Abteilung 512 (Breda)